# 79e cérémonie des Oscars
La 79e cérémonie des Oscars du cinéma, organisée par l'Academy of Motion Picture Arts and Sciences, s'est déroulée le 25 février 2007 au Kodak Theatre de Hollywood, et a été présentée par Ellen DeGeneres.
Les nominations ont été annoncés le mardi 23 janvier 2007 par le président de l'académie Sid Ganis et l'actrice Salma Hayek.

## Présentateurs et intervenants
- Ellen DeGeneres, maîtresse de la cérémonie
- Ben Affleck
- Jessica Biel
- Jack Black
- Cate Blanchett
- Abigail Breslin
- Steve Carell
- George Clooney
- Daniel Craig
- Tom Cruise
- Penélope Cruz
- Cameron Diaz
- Kirsten Dunst
- Will Ferrell
- Jodie Foster
- Eva Green
- Maggie Gyllenhaal
- Tom Hanks
- Anne Hathaway
- Philip Seymour Hoffman
- Hugh Jackman
- Diane Keaton
- Nicole Kidman
- Queen Latifah
- Jennifer Lopez
- Tobey Maguire
- Gwyneth Paltrow
- Jaden Smith
- John Travolta
- Rachel Weisz
- Kate Winslet
- Reese Witherspoon

## Palmarès
Les lauréats sont indiqués ci-dessous en premier de chaque catégorie et en gras.

### Meilleur film
Cet Oscar n'est décerné qu'aux producteurs.
- Les Infiltrés (The Departed) — Graham King
  - Babel — Alejandro González Iñárritu, Jon Kilik et Steve Golin
  - Lettres d'Iwo Jima (Letters from Iwo Jima) — Clint Eastwood, Robert Lorenz et Steven Spielberg
  - Little Miss Sunshine — David T. Friendly, Peter Saraf et Marc Turtletaub
  - The Queen — Andy Harries, Christine Langan (en) et Tracey Seaward

### Meilleur réalisateur
- Martin Scorsese pour Les Infiltrés (The Departed)
  - Stephen Frears pour The Queen (The Queen)
  - Clint Eastwood pour Lettres d'Iwo Jima (Letters from Iwo Jima)
  - Paul Greengrass pour Vol 93
  - Alejandro González Iñárritu pour Babel

### Meilleur acteur
- Forest Whitaker pour le rôle d'Idi Amin Dada dans Le Dernier Roi d'Écosse (The Last King of Scotland)
  - Leonardo DiCaprio pour le rôle de Danny Archer dans Blood Diamond
  - Ryan Gosling pour le rôle de Dan Dunne dans Half Nelson
  - Peter O'Toole pour le rôle de Maurice dans Venus
  - Will Smith pour le rôle de Chris Gardner dans À la recherche du bonheur (The Pursuit of Happyness)

### Meilleure actrice
- Helen Mirren pour le rôle de la reine Élisabeth II dans The Queen
  - Penélope Cruz pour le rôle de Raimunda dans Volver
  - Judi Dench pour le rôle de Barbara Covett dans Chronique d'un scandale (Notes on a Scandal)
  - Meryl Streep pour le rôle de Miranda Priestly dans Le Diable s’habille en Prada (The Devil wears Prada)
  - Kate Winslet pour le rôle de Sarah Pierce dans Little Children

### Meilleur acteur dans un second rôle
- Alan Arkin pour le rôle d'Edwin Hoover dans Little Miss Sunshine
  - Jackie Earle Haley pour le rôle de Ronnie J. McGorvey dans Little Children
  - Djimon Hounsou pour le rôle de Solomon Vandy dans Blood Diamond
  - Eddie Murphy pour le rôle de James 'Thunder' Early dans Dreamgirls
  - Mark Wahlberg pour le rôle du sergent Sean Dignam dans Les Infiltrés (The Departed)

### Meilleure actrice dans un second rôle
- Jennifer Hudson pour le rôle d'Effie White dans Dreamgirls
  - Adriana Barraza pour le rôle d'Amelia dans Babel
  - Cate Blanchett pour le rôle de Sheba Hart dans Chronique d'un scandale (Notes on a Scandal)
  - Abigail Breslin pour le rôle d'Olive Hoover dans Little Miss Sunshine
  - Rinko Kikuchi pour le rôle de Chieko dans Babel

### Meilleur scénario original
- Little Miss Sunshine — Michael Arndt
  - Babel — Guillermo Arriaga
  - Lettres d'Iwo Jima (Letters from Iwo Jima) — Iris Yamashita (histoire coécrite avec Paul Haggis)
  - Le Labyrinthe de Pan — Guillermo del Toro
  - The Queen — Peter Morgan

### Meilleure adaptation
- Les Infiltrés (The Departed) – William Monahan, d'après le film hong-kongais Infernal Affairs écrit par Alan Mak et Felix Chong
  - Borat, leçons culturelles sur l'Amérique au profit glorieuse nation Kazakhstan (Borat: Cultural Learnings of America for Make Benefit Glorious Nation of Kazakhstan) – Sacha Baron Cohen, Anthony Hines, Peter Baynham et Dan Mazer, d'après le personnage Borat de la série télévisée Da Ali G Show créée par Sacha Baron Cohen
  - Les Fils de l'homme (Children of Men) – Alfonso Cuarón, Timothy J. Sexton, David Arata, Mark Fergus et Hawk Ostby, d'après le roman Les Fils de l'homme de P. D. James
  - Little Children – Todd Field et Tom Perrotta, d'après le roman Little Children de Tom Perrotta
  - Chronique d'un scandale (Notes on a Scandal) – Patrick Marber, d'après le roman Notes on a Scandal de Zoë Heller

### Meilleure direction artistique
- Le Labyrinthe de Pan (El Laberinto del fauno) – Eugenio Caballero (direction artistique), Pilar Revuelta (décors)
  - Dreamgirls – John Myhre (direction artistique), Nancy Haigh (décors)
  - Raisons d’État (The Good Shepherd) – Jeannine Claudia Oppewall (direction artistique), Gretchen Rau, Leslie E. Rollins (décors)
  - Pirates des Caraïbes : Le Secret du coffre maudit (Pirates of the Caribbean : Dead Man's Chest) – Rick Heinrichs (direction artistique), Cheryl Carasik (décors)
  - Le Prestige (The Prestige) – Nathan Crowley (direction artistique), Julie Ochipinti (décors)

### Meilleurs costumes
- Marie-Antoinette – Milena Canonero
  - La Cité interdite (满城尽带黄金甲) – Chung Man Yee
  - Le Diable s'habille en Prada (The Devil wears Prada) – Patricia Field
  - Dreamgirls – Sharen Davis
  - The Queen – Consolata Boyle

### Meilleur maquillage
- Le Labyrinthe de Pan (El Laberinto del fauno) – David Marti et Montse Ribe
  - Apocalypto – Aldo Signoretti et Vittorio Sodano
  - Click : Télécommandez votre vie (Click) – Kazuhiro Tsuji et Bill Corso

### Meilleure photographie
- Le Labyrinthe de Pan (El Laberinto del fauno) – Guillermo Navarro
  - Le Dahlia noir (The Black Dahlia) – Vilmos Zsigmond
  - Les Fils de l'homme (Children of Men) – Emmanuel Lubezki
  - L'Illusionniste (The Illusionist) – Dick Pope
  - Le Prestige (The Prestige) – Wally Pfister

### Meilleur montage
- Les Infiltrés (The Departed) – Thelma Schoonmaker
  - Babel – Douglas Crise, Stephen Mirrione
  - Blood Diamond – Steven Rosenblum
  - Les Fils de l'homme (Children of Men) – Alfonso Cuarón et Alex Rodríguez
  - Vol 93 (United 93) – Clare Douglas, Richard Pearson et Christopher Rouse

### Meilleur montage de son
- Lettres d'Iwo Jima (硫黄島からの手紙 / Letters from Iwo Jima) – Bub Asman et Alan Robert Murray
  - Apocalypto – Sean Mccormack et Kami Asgar
  - Blood Diamond – Lon Bender
  - Mémoires de nos pères (Flags of Our Fathers) – Bub Asman et Alan Robert Murray
  - Pirates des Caraïbes : Le Secret du coffre maudit (Pirates of the Caribbean : Dead Man's Chest) – George Watters II et Christopher Boyes

### Meilleur mixage de son
- Dreamgirls – Michael Minkler, Bob Beemer et Willie D. Burton
  - Apocalypto – Kevin O'Connell, Greg P. Russell (en) et Fernando Cámara
  - Blood Diamond – Andy Nelson, Anna Behlmer et Ivan Sharrock
  - Mémoires de nos pères (Flags of Our Fathers) – David E. Campbell, Walt Martin, John T. Reitz et Gregg Rudloff
  - Pirates des Caraïbes : Le Secret du coffre maudit (Pirates of the Caribbean : Dead Man's Chest) –Christopher Boyes, Paul Massey et Lee Orloff

### Meilleurs effets visuels
- Pirates des Caraïbes : Le Secret du coffre maudit (Pirates of the Caribbean : Dead Man's Chest) – Charles Gibson, Allen Hall, Hal T. Hickel et John Knoll
  - Poseidon
  - Superman Returns

### Meilleure chanson originale
- "I Need to Wake Up" – Une vérité qui dérange (An Inconvenient Truth)
  - "Our Town" – Cars
  - "Listen" – Dreamgirls
  - "Love You I Do" – Dreamgirls
  - "Patience" – Dreamgirls

### Meilleure musique de film
- Babel – Gustavo Santaolalla
  - The Good German – Thomas Newman
  - Chronique d'un scandale (Notes on a Scandal) – Philip Glass
  - Le Labyrinthe de Pan (El Laberinto del fauno) – Javier Navarrete
  - The Queen – Alexandre Desplat

### Meilleur film étranger
- La Vie des autres (Das Leben der Anderen) de Florian Henckel von Donnersmarck •  Allemagne (en allemand)
  - After the Wedding (Efter Brylluppet) de Susanne Bier •  Danemark (en danois)
  - Indigènes de Rachid Bouchareb •  Algérie (en français et arabe)
  - Le Labyrinthe de Pan (El Laberinto del Fauno) de Guillermo del Toro •  Mexique (en espagnol)
  - Water (वाटर) de Deepa Mehta •  Canada (en hindi ou en anglais)

### Meilleur film d'animation
- Happy Feet
  - Cars
  - Monster House

### Meilleur film documentaire
- Une vérité qui dérange (An Inconvenient Truth)
  - Délivrez-nous du mal
  - Iraq in Fragments
  - Jesus Camp
  - My Country, My Country

### Meilleur court métrage (prises de vues réelles)
- West Bank Story
  - Binta and the Great Idea
  - Helmer & Son
  - One Too Many
  - The Saviour

### Meilleur court métrage (documentaire)
- The Blood of Yingzhou District
  - Recycled Life
  - Rehearsing a Dream
  - Two Hands

### Meilleur court métrage (animation)
- The Danish Poet
  - Lifted
  - The Little Matchgirl
  - Maestro
  - No Time for Nuts

### Oscar d'honneur
- Ennio Morricone

### Jean Hersholt Humanitarian Award
- Sherry Lansing

## Statistiques

### Nominations multiples
- 8 : Dreamgirls
- 7 : Babel
- 6 : Le Labyrinthe de Pan, The Queen
- 5 : Les Infiltrés, Blood Diamond
- 4 : Lettres d'Iwo Jima, Little Miss Sunshine, Chronique d'un scandale, Pirates des Caraïbes : Le Secret du coffre maudit
- 3 : Les Fils de l'homme, Little Children, Apocalypto
- 2 : Une vérité qui dérange, Cars, Mémoires de nos pères, Le Diable s'habille en Prada, Le Prestige, Vol 93

### Récompenses multiples
- 4 / 5 : Les Infiltrés
- 3 / 6 : Le Labyrinthe de Pan
- 2 / 8 : Dreamgirls
- 2 / 4 : Little Miss Sunshine
- 2 / 2 : Une vérité qui dérange

### Les grands perdants
- 1 / 7 : Babel
- 1 / 6 : The Queen
- 1 / 4 : Lettres d'Iwo Jima
- 1 / 4 : Pirates des Caraïbes : Le Secret du coffre maudit
- 0 / 5 : Blood Diamond
- 0 / 4 : Chronique d'un scandale
- 0 / 3 : Les Fils de l'homme
- 0 / 3 : Little Children
- 0 / 3 : Apocalypto